# Pace eterna
La Pace eterna (in Greco ἀπέραντος εἰρήνη), firmata nel 532 tra l'Impero bizantino (o Impero Romano d'Oriente) e l'Impero sasanide, fu un trattato di pace di durata indefinita che pose fine alla Guerra iberica tra le due potenze. Il trattato inaugurò un periodo di relazioni relativamente cordiali fra i due imperi che durò fino al 540, quando ripresero le ostilità per la guerra lazica.

## Storia
La guerra iberica era stata causata dalla rivolta dell'Iberia caucasica contro i Sasanidi nel 524-525. La rivolta fu rapidamente stroncata dai Persiani, che tuttavia non riuscirono a penetrare nel territorio bizantino, eccezion fatta per i forti di Scanda e Sarapanis, nella Lazica. I bizantini riuscirono a sconfiggere i Persiani nella battaglia di Dara e nella battaglia di Satala nel 530. Esito incerto ebbe invece la battaglia di Callinicum e costò ad entrambe parti perdite pesanti.
Giustiniano decise di intavolare negoziati con i Persiani, ma il loro sovrano Kavad I rifiutò. Poco dopo, nel 531, Kavad morì e gli succedette Cosroe I. Quest'ultimo aveva bisogno di consolidare la propria posizione in patria, mentre Giustiniano era interessato alla conquista del Mediterraneo occidentale. La delegazione romana composta da Rufino, Ermogene trovò Cosroe più conciliante di suo padre e l'accordo fu presto raggiunto. Giustiniano avrebbe pagato 110 centenaria (circa 11.000 libbre di oro), apparentemente come un contributo alla difesa del Caucaso contro i barbari, e le truppe del dux Mesopotamiae si sarebbero ritirate dalla fortezza di Dara alla città di Costantina. I due sovrani si sarebbero riconosciuti pari e si sarebbero promessi assistenza reciproca. Cosroe inizialmente rifiutò di restituire i due forti lazici, mentre chiedeva la restituzione degli altri due forti catturati dai Bizantini in  Armenia. Giustiniano in un primo momento accettò, ma presto cambiò idea, interrompendo così i negoziati. Nell'estate del 532, tuttavia, una nuova ambasciata guidata da Ermogene e Rufino riuscì a convincere Cosroe per la restituzione completa delle fortezze occupate, nonché per permettere ai ribelli iberici in esilio di restare nell'impero bizantino o tornare indisturbati nelle loro case.
Gli anni successivi furono caratterizzati da una cordiale collaborazione fra le due potenze. Durante quel periodo, tuttavia, Giustiniano concentrò le sue energia e risorse nelle guerre di riconquista contro i Vandali e in Italia contro i Goti, trascurando le difese orientali. Ciò ha presentato un'ottima occasione per Cosroe, che, sollecitato da ambasciatori dei Goti, e ansioso di riempire le sue casse dello Stato impoverito con il bottino di guerra, riprese le ostilità contro Bisanzio con la guerra lazica.